# Warnowo, Tỉnh West Pomeranian
Warnowo [varˈnɔvɔ] (German Warnow) là một ngôi làng thuộc khu hành chính của Gmina Wolin, thuộc hạt Kamień, West Pomeranian Voivodeship, ở phía tây bắc Ba Lan. Nó nằm khoảng 11 kilômét (7 mi) phía tây bắc của Wolin, 17 km (11 mi) về phía tây Kamień Pomorski và 58 km (36 mi) phía bắc thủ đô khu vực Szczecin.
Ngôi làng có dân số 340 người.